# Euxesta intermedia
Euxesta intermedia är en tvåvingeart som först beskrevs av Lynch Arribalzaga 1881.  Euxesta intermedia ingår i släktet Euxesta och familjen fläckflugor. Inga underarter finns listade i Catalogue of Life.